# Babot-kúti 2. sz. inaktív forrásbarlang
A Babot-kúti 2. sz. inaktív forrásbarlang az Aggteleki Nemzeti Parkban található egyik barlang. Az Aggteleki-karszt és a Szlovák-karszt többi barlangjával együtt 1995 óta a világörökség része.

## Leírás
A Kecső-völgy északi, bal oldalában, Jósvafő központjától nyugat–északnyugatra, két kilométerre, egy fokozottan védett területen, erdőben, a babot-kúti vízmű kerítésétől 50 méterre, keletre, a völgytalptól nyolc méterrel magasabban, egy kis sziklaudvar sarkában, sziklafal tövében nyílik. A hasadék jellegű, természetes, egy méter magas, 45 centiméter széles, lezáratlan és vízszintes tengelyirányú bejárata az alatta lévő úttól 20 méterre van. Közvetlenül mellette, körülbelül másfél méterre, keletre, jobbra található a Babot-kúti 1. sz. inaktív forrásbarlang bejárata.
Középső triász és felső triász, wettersteini mészkőben, tektonikus törésvonal mentén létrejött, inaktív forrásbarlang és inaktív, régi forrásszáj. A kifolyó víz korróziója és a karsztvízszint alatti oldódás hatására alakult ki. A hasadék szelvény jellemző a barlangra. Egy gyorsan járhatatlanná szűkülő, szűk hasadékból áll. A morfológiai elemei a hullámkagyló és a vetőtükör, amely a hasadék egyik oldalát alkotja. Az ásványi alakzatok közül megfigyelhető benne kis méretű cseppkőzászló és kis méretű cseppkőlefolyás, valamint kalcitszivacs. A vízszintes kiterjedése 8,6 méter. Engedéllyel és barlangjáró alapfelszereléssel, könnyen járható.
2003-ban volt először Babot-kúti 2. sz. inaktív forrásbarlangnak nevezve a barlang az irodalmában.

## Kutatástörténet
Az 1990. évi Karszt és Barlangban publikált tanulmányban, amelyet Sásdi László írt, meg van említve a Babot-kút melletti barlang, de ez valószínűleg a Babot-kúti-forrásbarlang. A Babot-kúti 2. sz. inaktív forrásbarlangot 1995-ben fedezte fel Sásdi László és Székely Kinga. A barlang 1995 óta az Aggteleki-karszt és a Szlovák-karszt többi barlangjával együtt a világörökség része.
1997-ben Takácsné Bolner Katalin készítette el a barlang fénykép-dokumentációját, 1997. július 7-én pedig rögzítette a barlang adatait. Az 1997. július–augusztusi MKBT Műsorfüzetbe Sásdi László egy közleményt írt, amely szerint a barlang szerepel a Barlangtani Intézet kataszterében, 1995 novemberében lett nyilvántartásba véve. 2003 júniusában Angelus Béla készítette el a barlang alaprajz térképét és keresztmetszet térképét. A két térképen 1:100 méretarányban van bemutatva a barlang. A térképlap szerint a Babot-kúti 2. sz. inaktív forrásbarlangnak 268 m balti középtengerszint feletti magasságban van a bejárata.
A barlang 2003-ban kitöltött barlang nyilvántartólapjában az olvasható, hogy a barlangnak 268,09 m tengerszint feletti magasságban van a bejárata. A szabadon látogatható barlang részletes felmérés alapján 8,6 m hosszú, vízszintes kiterjedése pedig 8,6 m. A KvVM Barlang- és Földtani Intézeten található, ismeretlen évben készült kézirat szerint kb. 255 m tengerszint feletti magasságban van a barlang bejárata. A kb. 10 méter hosszú barlang szélessége a barlangméretet éppen csak eléri. A barlang középső triász (wettersteini), dolomitos mészkőben jött létre. Oldásformák és ásványkiválások nem figyelhetők meg benne. A barlang járható hossza 4,5 m, de egy kb. 20 cm átmérőjű szűkületet követően megint tágulni látszott. A Babot-kúti 2. sz. inaktív forrásbarlang és a Babot-kúti 1. sz. inaktív forrásbarlang elhelyezkedésük alapján valószínűleg összefüggnek egymással.